# Богданець Микола Васильович
Мико́ла Васи́льович Богдане́ць — солдат Збройних сил України.

## Нагоороди
14 листопада 2014 року за особисту мужність і героїзм, виявлені у захисті державного суверенітету та територіальної цілісності України, вірність військовій присязі під час російсько-української війни, відзначений — нагороджений орденом «За мужність» III ступеня.